# Депо.Москва
«Депо.Москва» — российский фудмолл, расположен на территории комплекса «Депо Лесная», который находится на месте бывшего Миусского трамвайного парка (позже — 4-го троллейбусного депо) на улице Лесная в Москве. До открытия фудмолла «Вокзал 1853» в 2022 году в Санкт-Петербурге позиционировался как крупнейший в Европе и России фудмолл.

## Описание
«Депо.Москва» расположен на территории большого комплекса «Депо Лесная» и занимает самое большое здание. Ежедневно его посещают в среднем 27 000 человек.
«Депо. Москва» открылся в тестовом режиме 18 февраля 2019 года. Официальное открытие состоялось 7 марта 2019 года с участием мэра Москвы Сергея Собянина.
Слоганом центра является фраза «Всё = Депо». В честь неё внутри здания кроме больших букв «Д», «Е», «П», «О» к потолку прикреплён изменённый знак «=».

## Рестораны
По структуре «Депо» делится на рыночную и ресторанную части.
Всего на территории «Депо.Москва» работает 75 ресторанов и 60 фермерских лавок. В здании предусмотрено 1800 посадочных мест. В отдельных зданиях вокруг него работают рестораны «Крабыкутабы» Александра Раппопорта, Simple Bar & Kitchen, «Сыроварня» Аркадия Новикова и другие заведения.